# 翁俊明
翁俊明（1893年1月12日—1943年11月18日)，男，台灣台南人，祖籍廣東省潮州府澄海縣，台灣抗日運動人物，是第一位參與同盟會的台灣人。

## 生平
世居台南石門腳。翁俊明幼極聰慧，三歲已能識字，有神童之稱。13歲之前致力攻讀經史，並習作詩文。1905年始入臺南第一公學校（現在的國立台南大學附設實驗小學）接受新式教育。1909年以優異成績考入臺灣總督府醫學校（現在的國立臺灣大學醫學院醫學系）學習現代醫學，與杜聰明是同學。

## 同盟會
同學王兆培是中國革命同盟會福州分會會員，秘密吸收革命同志。
翁俊明在1910年5月2日，宣誓加入同盟會為會員。同年9月3日，孫中山委派其為臺灣通訊員，並於於校內成立同盟會臺灣通訊處。2年後會員已增至三十餘人，包括同學蔣渭水、蘇樵山、曾廣福、黃清調、杜聰明等。
隨後又推廣至國語學校及農業試驗場，組織外圍團體「復元會」以推動會務，會員增到76人。其後因情勢惡劣，遂於1915年底宣告解散。

## 刺袁
1913年暑假，翁俊明與同學杜聰明共同攜帶霍亂細菌，赴北京計畫毒殺袁世凱，但因警衛森嚴而無法如願。

## 結婚和離台
1915年畢業後，翁俊明進入臺北馬偕醫院實習。1915年元旦，與臺南富紳吳筱霞之長女吳湘蘋結婚，並請史學家連雅堂擔任司儀。不久，臺南地區發生西來庵事件，日本軍警大量屠殺當地居民，翁俊明全家搬到福建廈門。

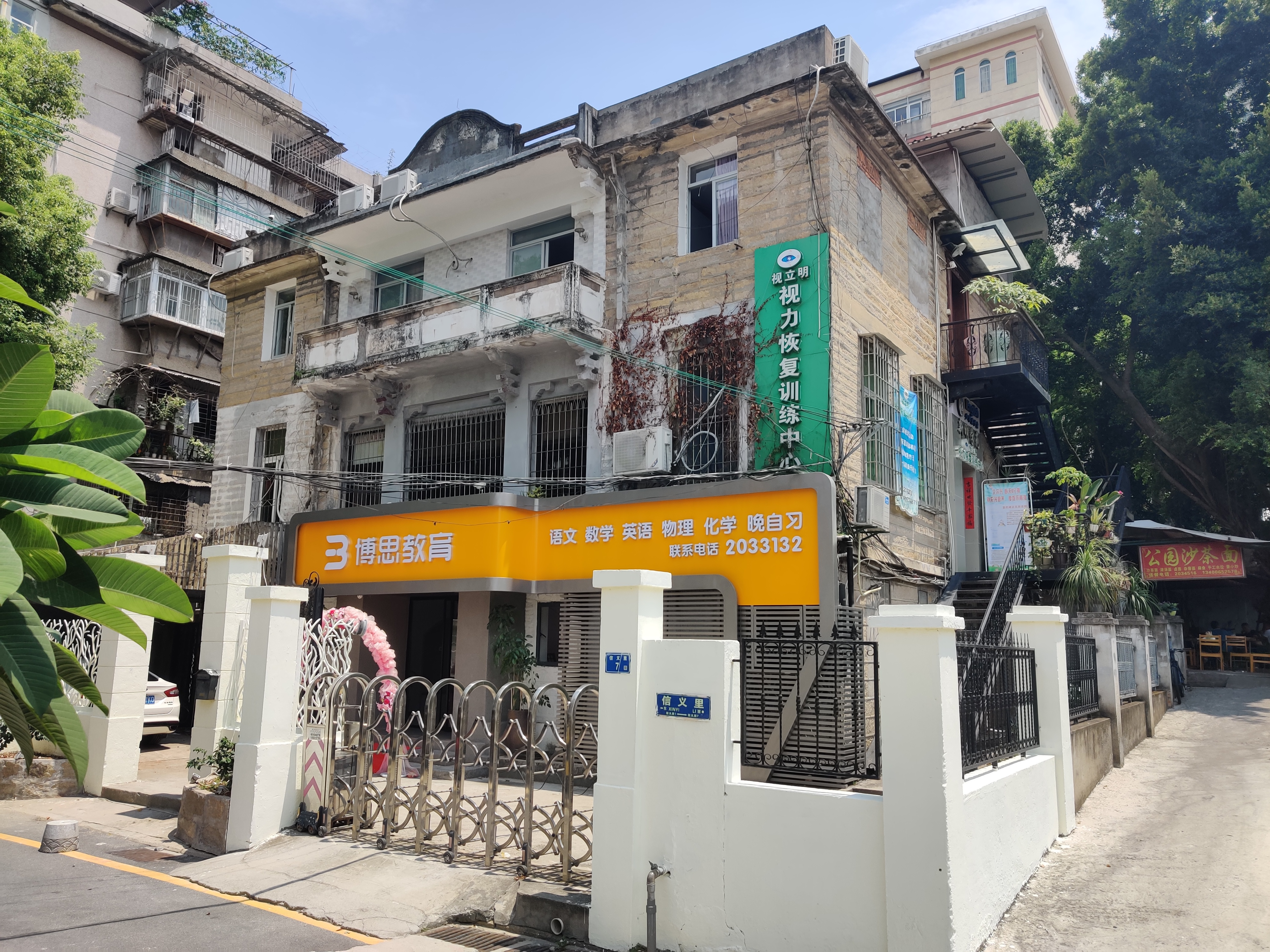
廈門俊明醫院舊址

1916年翁俊明在廈門開設俊明醫院，1926年又在上海開設俊明醫院，均暗中結合同志，掩護革命工作。
他雖執業西醫，亦極重視傳統中醫的現代化，曾於1926年在上海創辦「中華醫學專科學校」，又於1930年在廈門創設「廈門中華醫學校」，自任校長，培育諸多人才。
1937年7月7日蘆溝橋事變，翁俊明立即聲明脫離日本國籍。
1938年5月，日軍攻陷廈門，他到英屬香港。
1940年9月，奉命在英屬香港成立中國國民黨「直屬臺灣黨部籌備處」，就是后來的中國國民黨臺灣省黨部。

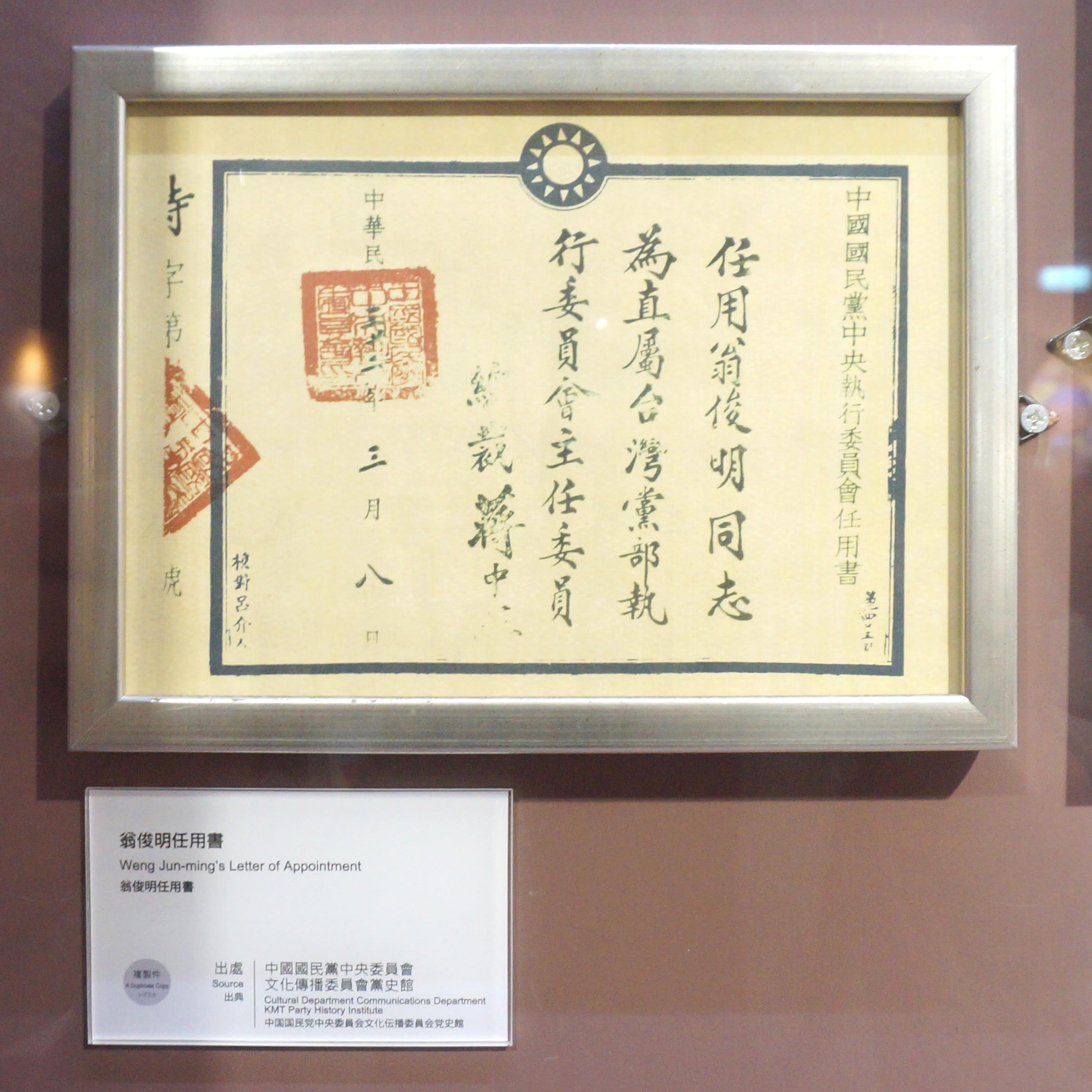
中國國民黨中央執行委員會翁俊明任用書

1943年，中國國民黨直屬臺灣黨部籌備處秘密遷到日本人佔領下的福建漳州，並開設「中正醫院」以為掩護。1943年3月8日，中國國民黨中央執行委員會任用翁俊明為「直屬臺灣黨部執行委員會主任委員」。
1943年11月18日晚間，翁俊明飲酒後中毒，在漳州去世，享年50歲。一說遭到毒殺。
翁炳榮是他的兒子，翁祖模、翁倩玉是他的孫子女。